# 1er régiment de chevau-légers lanciers
Pour les articles homonymes, voir 1er régiment.
Le 1er régiment de chevau-légers lanciers également appelé plus simplement 1er régiment de chevau-légers (1811-1814) ou 1er régiment de lanciers (1815) est une unité de cavalerie française issue du 1er régiment de dragons.

## Création et différentes dénominations
Le décret du 18 juin 1811 crée neuf régiments de chevau-légers. Les six premiers sont formés à partir de six régiments de dragons, les 7e et 8e à partir de deux régiments de lanciers polonais de la Vistule et le 9e à partir d'un régiment de chasseurs à cheval d'origine allemande. 
Le 1er régiment de chevau-légers-lanciers est formé à partir du 1er régiment de dragons. Sa composition est fixée à quatre escadrons, avec dépôt à Chartres. Plusieurs instructeurs des lanciers polonais de la Garde impériale sont détachés auprès du régiment pour enseigner le maniement de la lance aux nouvelles recrues.
Sous la Première Restauration, l'unité devient le 1er régiment de lanciers du Roi par ordonnance du 12 mai 1814. Rétabli en tant que 1er régiment de lanciers en avril 1815, il est définitivement dissous le 26 décembre suivant après le second retour des Bourbons.

## Chefs de corps
Le premier commandant du régiment est Paul Ferdinand Stanislas Dermoncourt (1771-1847), colonel du 1er régiment de dragons depuis 1807. Après avoir servi en Russie et au début de la campagne d'Allemagne, il est promu général de brigade le 22 juillet 1813 et est alors remplacé à la tête du 1er lanciers par Jean-Baptiste Nicolas Jacquinot (1768-1845). Ce dernier, frère du général Charles Claude Jacquinot, a effectué une grande partie de sa carrière dans les chasseurs à cheval avant d'être nommé major au 5e régiment de hussards en 1809. Il inaugure ses nouvelles fonctions le 5 août 1813 et participe avec ses lanciers aux campagnes d'Allemagne et de France de 1813 à 1814. Maintenu à son poste par la Première Restauration, il combat en Belgique durant les Cent-Jours. Il est placé en non-activité après la dissolution de son régiment mais renoue un temps avec le service actif de 1821 à 1834, en tant que lieutenant du roi à Besançon et Thionville.

## Historique
Il participe à la campagne de Russie de 1812 au sein du corps d'observation de l'Elbe puis du 1er corps de cavalerie de réserve de la Grande Armée où il est le régiment de cavalerie légère chargé d'éclairer la 1re division de cuirassiers du général Saint-Germain. Son effectif est encore loin d'être au complet car il n'aligne, au 5 août 1812, que 223 hommes dont 14 officiers. Quelques jours plus tard, ces cavaliers prennent part à la bataille de Smolensk puis, le 7 septembre, à celle de la Moskova où ils chargent les « flèches » russes sous les ordres du chef d'escadron Dumanoir. Le 11 octobre, le colonel Dermoncourt arrive à Moscou à la tête d'une colonne de renfort. 
Reformé à partir de la conscription et des cadres restés au dépôt, il participe ensuite à la campagne de 1813 en Allemagne, au sein du 1er corps de cavalerie de la Grande Armée, et combat à Dresde, Leipzig et Hanau. Durant la campagne de 1814 en France, il est au 1er corps de cavalerie où il se distingue lors des batailles de Vauchamps (14 février), de Reims et de Paris. 
Lors de la réorganisation des corps de cavalerie le 12 mai 1814, le 1er régiment de chevau-légers lanciers, renforcé d'éléments du 9e régiment de chevau-légers, garde son numéro mais prend la dénomination de régiment de Lanciers du Roi (n°1). À son retour de l'île d'Elbe, Napoléon, réorganise les différents corps de l'armée. Le décret du 20 avril 1815 rend aux régiments de cavalerie leur numérotation d'avant la Première Restauration. Le régiment reprend donc le nom de 1er régiment de lanciers durant les Cent-Jours et, faisant campagne en Belgique, combat à Waterloo.
À la Seconde Restauration, il est supprimé comme l'ensemble de l'armée napoléonienne par ordonnance du 16 juillet 1815. Le 1er lanciers est en fait définitivement licencié le 26 décembre 1815. La majorité des hommes et des chevaux sont incorporés au nouveau 8e régiment de chasseurs à cheval de la Côte-d'Or. Les lanciers ne disparaissent pas complètement de l'armée française puisque la réorganisation de 1815 impose que le dernier escadron de chaque régiment de cavalerie soit armé de lances.

## Personnalités

### Guillaume Félix Dumanoir (1783-1815)
Fils de Jean Louis Lechanoine Dumanoir de Juaye, mestre de camp de Commissaire-Général de la Cavalerie et futur maréchal de camp, et Pétronille Pavée de Provenchères, Félix naît à Paris le 7 juillet 1783. Émigré avec ses parents, il devient page du duc de Weimar en 1795. Rentré en France en 1802, il entre aux gendarmes d’ordonnance de la Garde impériale en 1806 et en sort lieutenant de dragons. Affecté au 9e puis au 17e dragons, il est détaché en Espagne puis affecté comme capitaine au 1er dragons en 1810. Le régiment devenu 1er régiment de chevau-légers en 1811, il en commande le seul escadron envoyé en Russie et est blessé à la Drissa le 5 juillet 1812 avant de s'illustrer à la Moskowa où il a son cheval tué le 7 septembre 1812. Aussitôt nommé chef d’escadron, il sert aux côtés de son colonel qui a rejoint à Moscou avec le gros du régiment et est encore blessé à Winkowo le 18 octobre 1812. Rentré de Russie, il prend part aux campagnes de 1813 et 1814 étant contusionné à Culm 30 août 1813 et blessé à Leipzig 16 octobre 1813. Il meurt décapité par un boulet à Waterloo le 18 juin 1815. Il était officier de la Légion d'honneur du 4 décembre 1813.

## Étendard
Lors de sa création, le 1er lanciers conserve l'aigle impériale du 1er régiment de dragons. En 1812, il reçoit un étendard où sont inscrits les noms de batailles suivants : « Ulm, Austerlitz, Iéna, Eylau, Friedland ».

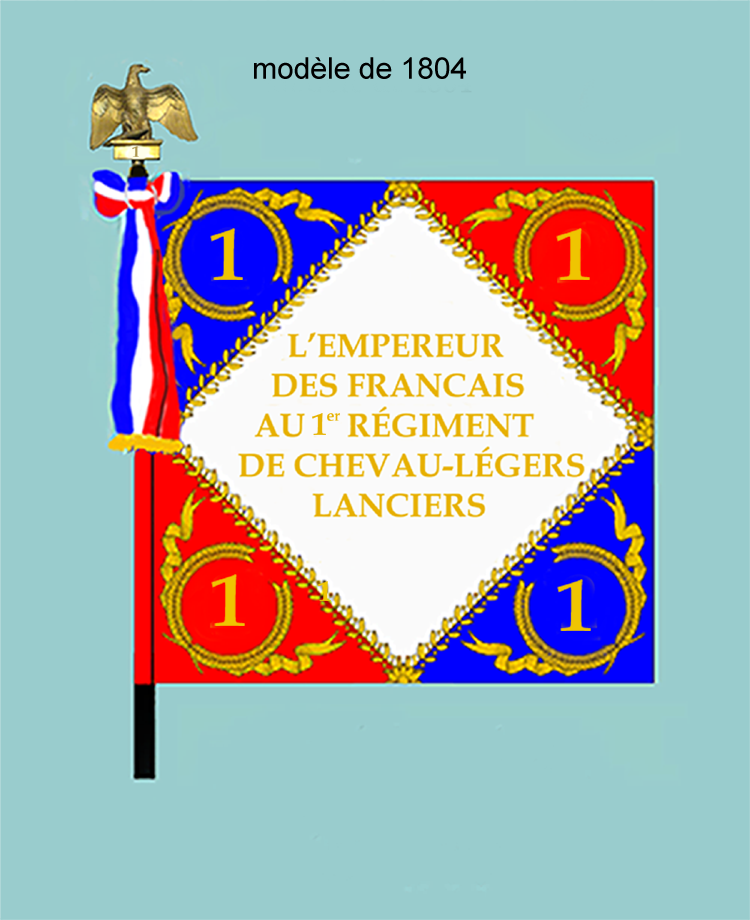
modèle 1804 avers
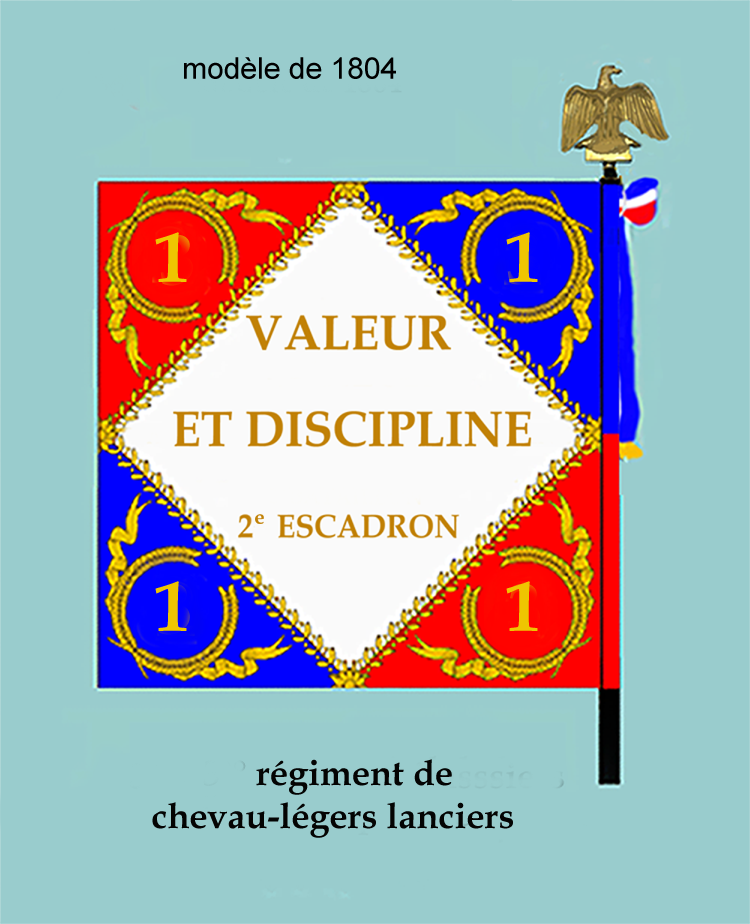
modèle 1804 revers
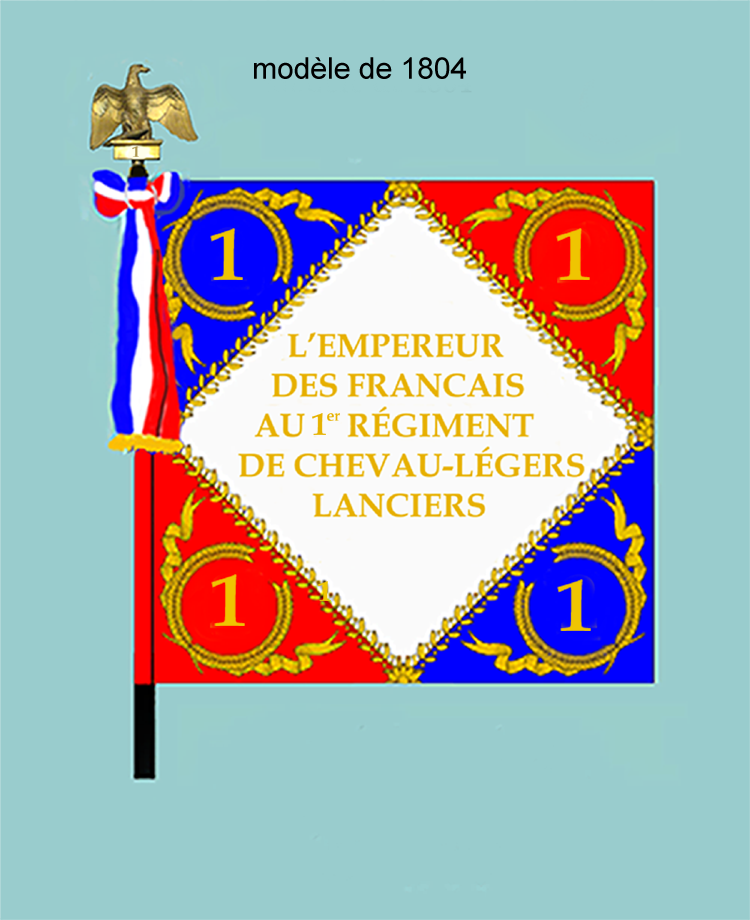
modèle 1812 avers
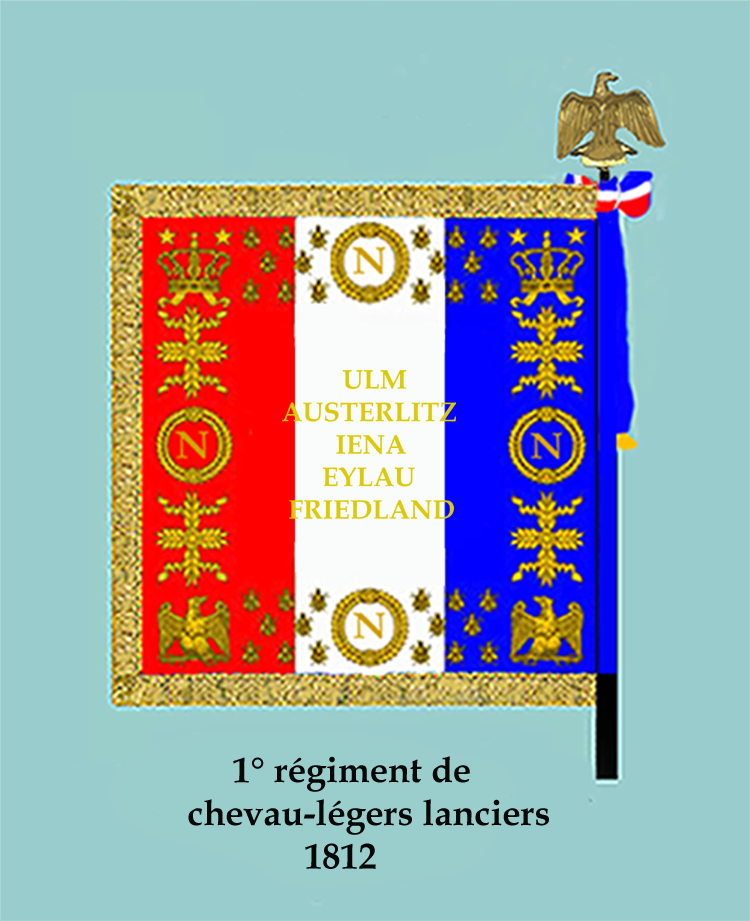
modèle 1812 revers
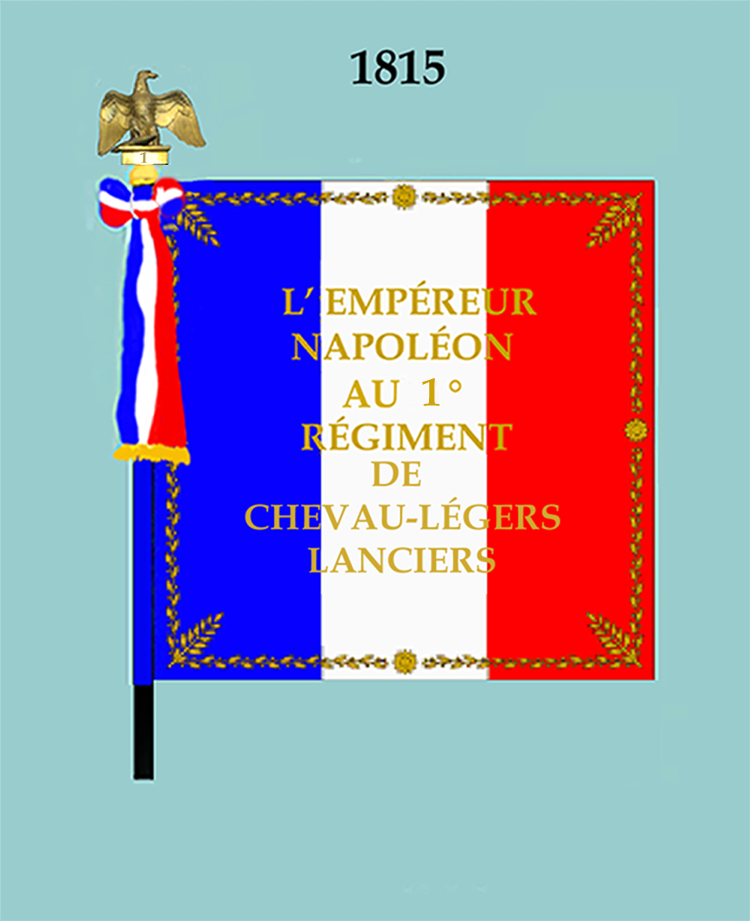
modèle 1815 avers
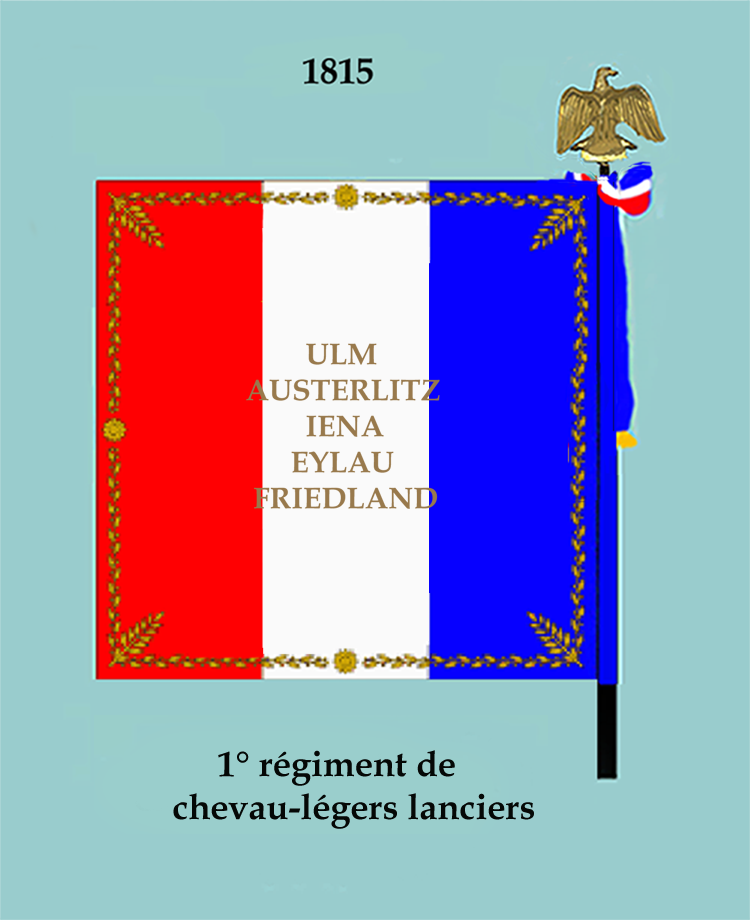
modèle 1815 revers

## 1errégiment de lanciers
Le 14 août 1830, le 1er régiment de lanciers est recréé.

### 1830 - 1854
Le 19 février 1831, le 1er régiment de lancier devient le 6e régiment de lanciers[réf. souhaitée]. Un nouveau 1er régiment de lanciers est formé le 19 février 1831 avec le 1er régiment de chasseurs à cheval[réf. souhaitée]. Stationné à Cambrai, il est baptisé lanciers de Nemours. En 1832, le 1er lanciers est, durant la campagne des Dix-Jours, à l'armée du Nord et au corps d'observation de la Meuse.
Il reprend son nom de 1er régiment de lanciers après la révolution de 1848.

### Second Empire
En 1859, le régiment participe à la campagne d'Italie contre les Autrichiens et notamment à la bataille de Solférino.

A l'issue de cette bataille le 1er régiment est l'objet des éloges du général de Labareyre dans une lettre adressée au colonel de Boulancy.
Mon cher colonel,
Le 1er [régiment] de lanciers a eu hier, pendant la bataille de Solférino, l'attitude de vieux soldats qu'on aurait dit éprouvés depuis long-temps.
Il a fait une charge vigoureuse dont l'élan a arrêté les progrès des bataillons ennemis et a ranimé le courage de l'infanterie française qui, reprenant la charge, n'a pas tardé à reprendre à conquérir les fortes positions des Autrichiens en nombre, autour de la ferme de Campano.
Vos lanciers ont été dignes de la France et de l'Empereur, et, je veux qu'ils sachent que je suis heureux et fier d'avoir eu à commander à de pareilles troupes.
Recevez, etc...

Le général de Brigade, Comte de Labareyre
Il participe à la guerre franco-prussienne de 1870. Par arrêté ministériel du 14 août 1871, il est transformé en 14e régiment de dragons.